# クラスキノ土城
クラスキノ土城（クラスキノどじょう、ロシア語: Краскинское городище）はロシア連邦沿海地方クラスキノにある渤海の遺跡。塩州城に比定される。

## 概要
ポシェト湾奥の低湿地に造営された港湾遺跡であり、南北380m、東西300mで略四辺形の北を向いた蹄鉄状の城壁に囲まれる。三方に城門があったと考えられており、グーグルアースでも形状を確認することが出来る。
7～10世紀、ここから日本や新羅との間の使節（渤海使・遣渤海使）が行き来した海陸交通の中心城郭とみられている。
渤海の中心都市上京龍泉府からクラスキノ土城まで日本との交易ルートの『日本道』が整備されていた。
現在、北西側から発掘が進んでおり、仏教寺院やオンドルの跡などが発見されている。
日本の青山学院大学の田村晃一（同大名誉教授）らが城門・城壁を発掘し、城門が甕城の形態であることや、城壁に馬面（マーミェン）を持つことを報告した。
エ・ヴェ・シャフクノフ（極東連邦大学、英語: E. V. Shavkunov、ロシア語: Эрнст Владимирович Шавкунов）は、クラスキノ土城から出土した渤海瓦には顕著な高句麗瓦の特徴や影響は見られないと指摘している。